# Łambinowice
Łambinowice  (en allemand Lamsdorf) est un village du powiat de Nysa, voïvodie d'Opole dans le sud-ouest de la Pologne. Il est situé à 31 km au sud-ouest d'Opole, la métropole régionale.

## Histoire
De 1743 à 1945, Lamsdorf fait partie de l'arrondissement de Falkenberg-en-Haute-Silésie dans le district d'Oppeln au sein de la province de Silésie.
La ville a abrité le camp Lamsdorf qui servit de camp pour prisonniers de guerre durant la guerre de 1870, la Première et la Seconde Guerre mondiale. Pendant cette dernière, le camp abrita le stalag VIII-B, le plus grand camp allemand de prisonniers.
Après la guerre, la ville deviendra polonaise et abritera un camp de travail et d'extermination pour Allemands.

## Articles connexes

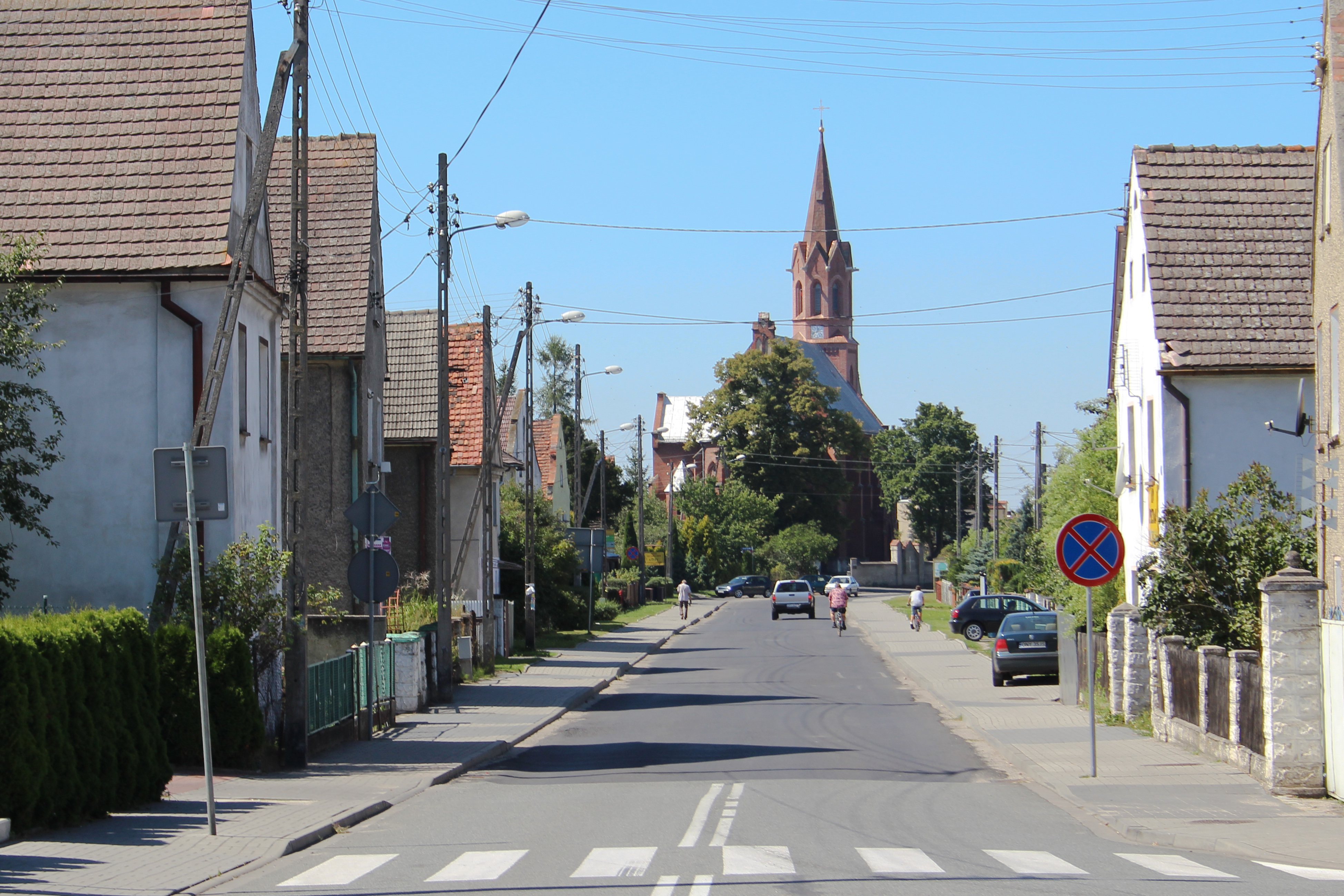